# Desaminación
La desaminación es la eliminación de un grupo amino de una molécula. Las enzimas que catalizan esta reacción se llaman desaminasas. 
En el cuerpo humano, la desaminación se lleva a cabo principalmente en el hígado, sin embargo, el glutamato también se desamina en el riñón. En situaciones de consumo excesivo de proteínas, la desaminación se usa para descomponer los aminoácidos para obtener energía. El grupo amina se elimina del aminoácido y se convierte en amoníaco. El resto del aminoácido está compuesto principalmente de carbono e hidrógeno, y se recicla u oxida para obtener energía. El amoníaco es tóxico para el cuerpo humano y las enzimas lo convierten en urea o ácido úrico mediante la adición de moléculas de dióxido de carbono (que no se considera un proceso de desaminación) en el ciclo de la urea, que también tiene lugar en el hígado. La urea y el ácido úrico pueden difundirse de manera segura en la sangre y luego excretarse en la orina. 

## Reacciones de desaminación en el ADN

### Citosina
La desaminación espontánea es la reacción de hidrólisis de la citosina en uracilo, liberando amoníaco en el proceso. Esto puede ocurrir in vitro mediante el uso de bisulfito, que desamina la citosina, pero no la 5-metilcitosina. Esta propiedad ha permitido a los investigadores secuenciar el ADN metilado para distinguir la citosina no metilada (mostrada como uracilo) y la citosina metilada (sin alterar). 
En el ADN, esta desaminación espontánea se corrige mediante la eliminación del uracilo (producto de la desaminación de la citosina y no parte del ADN) por la glicosilasa de uracilo-ADN, generando un sitio abásico (AP). El sitio abásico resultante es reconocido por las enzimas ( endonucleasas AP) que rompen un enlace fosfodiéster en el ADN, lo que permite la reparación de la lesión resultante mediante el reemplazo con otra citosina. Una ADN polimerasa puede realizar este reemplazo mediante traducción de mellas, una reacción de escisión terminal por su actividad de exonucleasa 5'ase3 ', seguida de una reacción de relleno por su actividad de polimerasa. La ADN ligasa luego forma un enlace fosfodiéster para sellar el producto dúplex mellado resultante, que ahora incluye una citosina nueva y correcta (reparación por escisión de la base). 

### 5-metilcitosina
La desaminación espontánea de 5-metilcitosina produce timina y amoníaco. Esta es la mutación de un solo nucleótido más común. En el ADN, esta reacción, si se detecta antes del paso de la horquilla de replicación, puede corregirse con la enzima timina-ADN glucosilasa, que elimina la base de timina en un desajuste G/T. Esto deja un sitio abásico que es reparado por las endonucleasas AP y la polimerasa, como ocurre con el uracilo-ADN glicosilasa.

### Guanina
La desaminación de guanina da como resultado la formación de xantina. La xantina, de manera análoga al enol tautómero de la guanina, se combina selectivamente con pares de timina en lugar de citosina. Esto da como resultado una mutación de transición post-replicativa, donde el par de bases GC original se transforma en un par de bases AT. La corrección de esta mutación implica el uso de alquiladenina glicosilasa (Aag) durante la reparación de la escisión de la base. 

### Adenina
La desaminación de adenina da como resultado la formación de hipoxantina. La hipoxantina, de manera análoga al tautómero imina de adenina, se empareja selectivamente con citosina en lugar de timina. Esto da como resultado una mutación de transición post-replicativa, donde el par de bases AT original se transforma en un par de bases GC. 

## Proteínas adicionales que realizan esta función
- APOBEC1
- APOBEC3A-H, APOBEC3G - afecta el VIH
- Citidina desaminasa inducida por activación (AICDA)
- Citidina desaminasa (CDA)
- dCMP desaminasa (DCTD)
- AMP desaminasa (AMPD1)
- Adenosina desaminasa que actúa sobre tRNA (ADAT)
- Adenosina desaminasa que actúa sobre dsRNA (ADAR)
- Adenosina desaminasa que actúa sobre mononucleótidos (ADA)
- Guanina desaminasa (GDA)